# Socialistische Beweging voor Integratie
De Socialistische Beweging voor Integratie (Albanees: Lëvizja Socialiste për Integrim, LSI) is een Albanese sociaaldemocratische politieke partij. De partij werd in 2004 opgericht door de voormalige Albanese premier Ilir Meta en wil een alternatief vormen voor de veel grotere Socialistische Partij van Albanië (PS), die voortkwam uit de communistische Albanese Partij van de Arbeid (PPSH).
Bij de parlementsverkiezingen van 2013 ging de LSI, die nog steeds werd geleid door Meta, als deel van een coalitie met onder meer de PS van vier naar 16 zetels in de Volksvergadering van Albanië (Kuvendi i Shqipërisë) dankzij een winst van 5,59%. Daarmee blijft het na de PS en de centrumrechtse PD van premier Sali Berisha de derde fractie in de assemblee. Van de 65 Albanese steden heeft alleen Çorovodë, de hoofdplaats van het bergachtige district Skrapar ten zuidoosten van Tirana en geboorteplaats van Meta, een burgemeester die lid is van de LSI: Nesim Spahiu.
In 2017 werd Meta gekozen tot president van Albanië, een ambt dat boven de partijen staat. Meta trad af als voorzitter van de LSI maar werd opgevolgd door zijn vrouw Monika Kryemadhi.
Op 24 juli 2022 eindigde zijn termijn als president, en de volgende dag nam hij de partijleiding weer op zich. De naam van de partij veranderde hij in Vrijheidspartij.
Op 27 oktober 2022 sloot Ilir Meta een stembusakkoord met Sali Berisha van de Democratische Partij. Beide partijen zullen bij de lokale verkiezingen van 2023 elkaars kandidaten steunen.